# Killed by Death (canción)
«Killed by Death» es una canción del grupo británico de heavy metal Motörhead. Fue lanzado en vinilo de 7 y 12 pulgadas. También salió en el álbum recopilatorio No Remorse junto con otras canciones inéditas ('Snaggletooth', 'Steal Your Face' y 'Locomotive').
Aparece en el juego rock band en el Pack "Metal Track Pack" y en el juego Scarface: The World is Yours.

## Lista de canciones
Todas las canciones escritas por Lemmy, Würzel, Campbell y Pete Gill.
7"
1. «Killed by Death»
2. «Under the Knife»

12"
1. «Killed by Death» (Versión extendida) - 4:39
2. «Under the Knife» - 3:43
3. «Under the Knife» (otra canción) - 4:31

- Datos: Q1092210